# Кварацхелия, Иосиф Антонович
Иосиф Антонович Кварацхелия (груз. იოსებ ანტონის ძე კვარაცხელია, 1883, Цаленджиха, Кутаисская губерния — не ранее 1924) — грузинский политик, член Учредительного собрания Грузии.

## Биография
Окончил двухклассное сельское училище.
Член Российской социал-демократической рабочей партии с 1904 года, примыкал к меньшевикам.
Активный участник революционных событий 1905 года в городе Сухум. Был членом Революционного Народного Суда. После поражения революции был арестован (1906), но впоследствии оправдан судом за необоснованностью обвинений.
После февральской революции 1917 года был организатором и комиссаром Красного отряда в Цаленджихе. Был известен как «Уча-Иосиф» (металлический чёрный Иосиф). 12 марта 1919 избран членом Учредительного собрания Грузии по списку Социал-демократической партии Грузии.
В 1921 году, после советизации Грузии, остался в Грузии и присоединился к движению сопротивления. В 1921 году был арестован.
Во время антисоветского восстания в августе 1924 года был одним из руководителей зугдиди-цаленджихского направления. Дальнейшая судьба неизвестна.